# 土佐清水分屯基地
土佐清水分屯基地（とさしみずぶんとんきち、JASDF Tosashimizu Sub Base）是日本航空自衛隊春日基地的分屯基地，也是目前四国地区唯一的航空自卫队基地。位于高知县土佐清水市下益野2078-2，駐有土佐清水通信隊。
分屯基地司令由土佐清水通信隊長兼任。

## 部署部隊
西部航空方面隊隷下
- （西部航空警戒管制団）
  - 土佐清水通信隊